# 錫門森峰
71°55′S 25°31′E / 71.917°S 25.517°E
錫門森峰（Simensen Peak）是南極洲的山峰，位於東部南極洲的毛德皇后地，屬於南龍達訥山脈的一部分，處於格利特雷豐納冰川北面，海拔高度2,215米，該山峰由挪威的製圖師根據空中照片繪入地圖。